# Baía de Sepetiba
A baía de Sepetiba é uma baía do estado do Rio de Janeiro, no litoral do Brasil.

## Aspectos físicos
Com aproximadamente 305 quilômetros quadrados de área, encontra-se limitada a norte pela serra do Mar, ao nordeste pela Baixada Fluminense, a sudeste pelo maciço da Pedra Branca e ao sul pela restinga da Marambaia. É um corpo de águas salinas e salobras, comunicando-se com o oceano Atlântico por meio de duas passagensː na parte oeste, entre os cordões de ilhas que limitam com a ponta da restinga; e, na porção leste, pelo canal que deságua na Barra de Guaratiba, o que lhe confere uma configuração quase elíptica. Seu perímetro é de aproximadamente 130 quilômetros.

## Aspectos históricos
A baía de Sepetiba foi palco de inúmeros acontecimentos da história do Brasil e, até hoje, mantém sua importância como posto de vigília em frente à Base Aérea de Santa Cruz para garantir a soberania nacional. Ligada à pré-história indígena, como atesta a presença de sambaquis na região, Sepetiba foi considerada o "Porto do Ouro" por receber todo o ouro que vinha de Paraty com destino a Lisboa.
No século XVIII, a baía de Sepetiba foi cenário de muitas batalhas entre corsários atraídos pelo ouro e soldados do rei Dom João IV.
Além do ouro, os piratas usurpavam o pau-brasil abundante nas matas da região.

## Economia

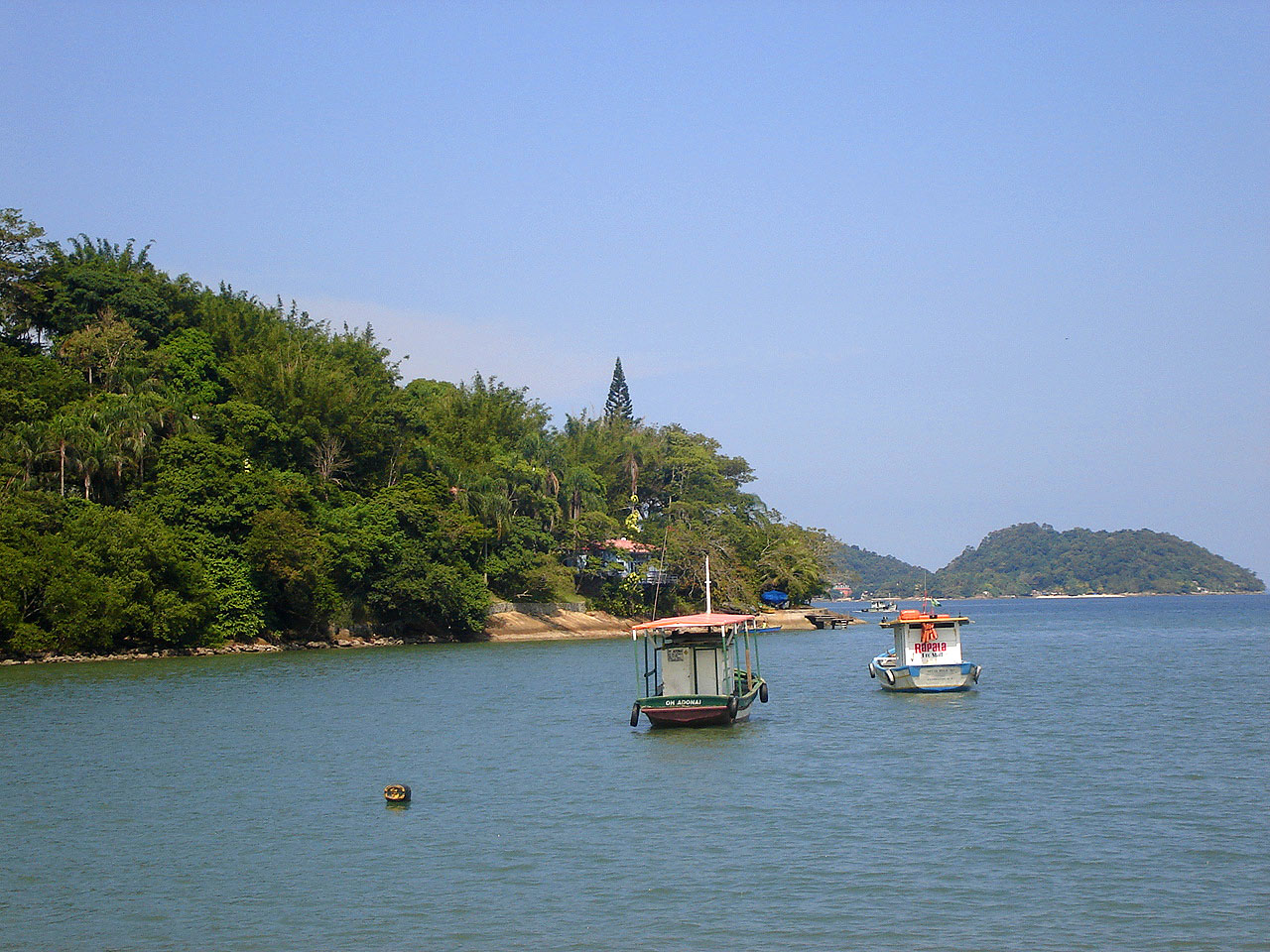
Paisagem da baía de Sepetiba próximo à Ilha da Madeira

### Atividade pesqueira e turismo
A baía, juntamente com suas áreas de mangue e zonas estuarinas, constitui criadouro natural para as diversas espécies de moluscos, crustáceos e peixes existentes neste ambiente. A atividade pesqueira é importante suporte econômico e social para a região, que possui, ainda, indiscutível vocação natural de centro turístico, com várias ilhas, como a da Madeira, a dos Martins, a de Jaguanum e a de Itacuruçá, e cachoeiras, como a da Mazomba, a de Itimirim e a do Bicão, além das praias de Coroa Grande, Itacuruçá, Muriqui, Ibicuí, Saí e Praia Grande, entre outras.

### Atividade industrial e degradação ambiental
A baía de Sepetiba está localizada no mais importante entorno geoeconômico do Brasil, que abrange as cidades do Rio de Janeiro, São Paulo e Belo Horizonte, onde, num raio de 500 quilômetros, concentram-se as atividades econômicas do país. A região desponta, ainda, como um dos polos industriais do Estado do Rio de Janeiro. A atividade industrial deste parque é responsável pelo lançamento de várias substâncias potencialmente tóxicas na baía, destacando-se os metais pesados.
Entre as indústrias, destaca-se a Cia. Mercantil Ingá, atualmente em situação falimentar — que tem, em termos de passivo ambiental, estoques de Resíduo industrial acumulados há mais de trinta anos no local de produção. Estes resíduos ameaçam e fragilizam o equilíbrio ecológico da Baía de Sepetiba.
O Porto de Itaguaí, já existente para carga a granel (minério, carvão, enxofre etc.), ampliado, recebe navios de cabotagem de até 150 000 toneladas. Para isto, se fez necessária a realização de vultosas obras de dragagem, para o aprofundamento do canal, o que significou uma intervenção potencialmente poluidora, devido ao revolvimento dos sedimentos e possível remobilização de metais e, também, um aumento significativo de futuras atividades, igualmente com elevado potencial poluidor.
A baía de Sepetiba vem sofrendo atualmente de problemas de eutrofização, especialmente em pequenas enseadas, nas áreas mais próximas à linha de costa e nas áreas de influência das desembocaduras dos rios, sendo afetada direta e significativamente pela poluição orgânica.

## Aspectos ambientais e sociais
Na baía de Sepetiba tem ocorrido problemas ambientais por questões da poluição na área como por exemplo o vazamento de óleo da Transpetro(Petrobras Transporte) em Angra que atingiu a área e outros acontecimentos, ocorrendo, além de não haver mais banhistas por conta da água suja da praia, mortes de peixes e principalmente do boto-cinza, uma espécie de golfinho que tem sua maior quantidade de população do mundo na baía e tem perdido grande parte de sua espécie no local.
Este problema não é tão recente, visto que desde os anos 2000 ocorreram protestos dos moradores, tendo como o mais emblemático a Passeata SOS Baía de Sepetiba, que estavam 6000 moradores manifestando, e, nos próximos anos, a idealização de um Ecomuseu de Sepetiba, através do Movimento Ecomuseu Sepetiba, além também da fundação do Instituto Boto-Cinza, que tem o intuito de conservar a espécie e também de conscientizar a população local através de cursos.